# スクロースホスファターゼ
スクロースホスファターゼ(Sucrose-phosphatase、EC 3.1.3.24)は、以下の化学反応を触媒する酵素である。
スクロース-6F-リン酸 + 水{\displaystyle \rightleftharpoons }スクロース + リン酸
従って、この酵素の2つの基質はスクロース-6F-リン酸と水、2つの生成物はスクロースとリン酸である。
この酵素は加水分解酵素に分類され、特にリン酸エステル結合に作用する。系統名は、スクロース-6F-リン酸ホスホヒドロラーゼ(sucrose-6F-phosphate phosphohydrolase)である。デンプン及びショ糖の代謝に関与している。

## 構造
2007年末時点で、9つの構造が解かれている。蛋白質構造データバンクのコードは、1S2O、1TJ3、1TJ4、1TJ5、1U2S、1U2T、2B1Q、2B1R、2D2Vである。